# Штитный, Томаш
Томаш Штитный из Штитнего (чеш. Tomáš Štítný ze Štítného, родился около 1333 — умер между 1401 и 1409) — чешский писатель, создатель первых прозаических произведений на чешском языке. Предшественник гуситской эпохи.

## Жизнь и творчество
Томаш Штитный вышел из семьи чешских мелкопоместных дворян. Учился в Пражском университете (но степени магистра так и не получил). Слушая там лекции по философии, богословию и каноническому праву, он увлекался «огненными словами» тогдашних проповедников. На него влияли и речи Войтеха Ранка и Яна Милича; он стал пламенным приверженцем последнего и под его влиянием занялся христианской философией.
Настаивал на равноправии языков («…Еще св. Павел писал на языке тех, кому писал: евреям — по-еврейски, грекам — по-гречески. Поэтому, мне не думается, что было бы дурно писать чехам книги по-чешски, с помощью которых они могли бы иметь христианскую веру и добрые поучения»).
Особое место в наследии Штитного занимают наставления о Боге («Книжка о делах христианских», состоящая из шести трактатов) — рассказ о сотворении мира, о доброте, мудрости, справедливости и строгости всевышнего. Привлекательный образ доброго Бога, живой диалог, доступный пониманию язык нравились читателям.
Сохранилось также 26 книжечек с «рассуждениями» Штитного, написанными в занимательной форме. В этих книгах старшие дают младшим практические советы по хозяйству и поведению в семье и обществе (например, рассуждения «О трех состояниях: девическом, вдовьем и супружеском»; «О хозяине, хозяйке и слугах»).
Штитный адаптировал к чешским реалиям несколько популярных в Европе поучительных книг, в том числе аллегорическое итальянское сочинение об устройстве общества на примере игры в шахматы.
В целом творчество Штитного отражало взгляды мелкой шляхты, оппозиционной к католической церкви. Писатель критически оценивал современные общественные порядки, выступал в защиту простого человека, проповедуя христианскую мораль, идею нравственного самоусовершенствования. Сочинения Штитного пользовались огромным успехом, их переписывали и неоднократно печатали.

## Труды
- Knížky šestery o obecných věcech křesťanských (ок. 1376), сборник трактатов о христианстве:
  - O vieře, o naději a milosti
  - O trojiech staviech — panenském, vdovském a manželském,
  - O hospodáři, hospodyni a čeledi,
  - Kak se zdejší stavové lidští připodobnávají k andělským kuoróm
  - Ostnec svědomie a o pokušení ďábelském,
  - Kak se očistijem toho, že hřešíme.
- O devieti staviech lidských podobných k devieti kóróm anjelským (ок. 1376), трактат
- Knihy naučení křesťanského, трактаты
- Olomoucké povídky, středověká zábavná próza (35 небылиц)
- Řeči besední (ок. 1390), диалог отца с детьми об основах христианской веры
- Knihy o šašiech a co hra šachová ukazuje a učí (ок. 1390), перевод на чешский книги итальянского автора-доминиканца Jacoba de Cessolis с оригинальными добавлениями Штитного
- Řeči sváteční a nedělní (ок. 1392), духовный календарь
- Exempla, короткие рассказы
- Barlaam a Josafat (после 1390), чешский вариант духовного романа неизвестного греческого автора VI в.
- Zjevení svaté Brigity (после 1390), чешский перевод избранных шведских легенд о святых призраках
- Život svaté Alžběty (ок. 1400), занимательное жизнеописание тюрингской принцессы Альжбеты (н. XIII в.)

### Памятник
- Памятник Томашу Щитне находится в Оломоуце, автор Юлий Пеликан
- Статуя или бюст в паре с Яном Амосом Коменским часто появляются перед школой или в фасаде школьного здания, например, в Толиках, перелетах или берегах
- Бронзовый бюст Фомы Щитного находится в Пантеоне Национального музея в Праге, (1898)
- Имя Томаша Щитного было помещено на стол под окнами Национального музея Праги вместе со многими другими, см. семьдесят два имени чешской истории.
- В честь Томаса Штитного названы улицы в нескольких городах Чешской республики, например, в Праге 3 - Жижков, в Йиндржиховем Градце или Хомутове